# Бродівська центральна районна бібліотека
Бро́дівська це́нтральна ра́йонна бі́бліотека — головна книгозбірня Бродівського району, що забезпечує діяльність 65-ти бібліотек Бродівської районної централізованої бібліотечної системи (РЦБС), депозитарій краєзнавчих ресурсів, культурно-освітній, методичний і навчальний центр.

## Історія та сучасний стан бібліотеки
У Бродах безліч пам’яток, що зберігають дух історії та цінності людства. Серед них — не найстаріша за віком, — Бродівська центральна районна бібліотека. До 1980 року — бібліотека для дорослих, й містилася в приміщенні Будинку культури.
Бібліотека заснована в березні 1947 року, тоді налічувала трохи більше 1 000-чі примірників. Першим директором була Р. М. Слинкіна, пізніше — О. Г. Приступенко, М. П. Зінченко–Тодорович, у 1966—1980 роках — І. В. Рапута, у 1980—1992 роках — Н. І. Волинець, нині — В. П. Соловій.
Фонди бібліотеки швидко зростали, а читачів завжди було багато. Обслуговування здійснювалось не лише на абонементі та читальному залі, а й на пересувних бібліотеках та пунктах видачі при підприємствах і установах. Участь бібліотечних працівників у житті міста завжди була активною та дієвою, організовуються різноманітні громадсько-політичні та просвітницькі заходи, здійснюється популяризація книги серед різних категорій  населення.
У 2002 р. з нагоди відзначення 55-літнього ювілею бібліотеки зібралися 55 учасників, серед яких ветерани бібліотечної справи, активні читачі, представники влади. Було відзначено, що бібліотека домоглась значних успіхів в роботі. Тоді вперше стартувала і активно пройшла благодійна акція «Українську книгу — бібліотеці», завдяки якій поповнився краєзнавчий фонд документів. Один із соціально-історичних періодів історії бібліотеки бере початок з 1981 р., відколи бібліотека займає спеціально реконструйоване просторе приміщення на майдані Свободи, 3.

## Центральна районна бібліотека сьогодні
Сьогодні  Бродівська  центральна бібліотека — культурний, освітній, інформаційний заклад, що формує, зберігає і надає у користування найповніше зібрання документів. Завдяки перемозі в конкурсі проектів «Організація нових бібліотечних послуг з використанням вільного доступу до Інтернет» у книгозбірні відкрився потужний Інтернет-центр з покращеним інформаційним забезпеченням користувачів. Спектр інформаційних послуг розширився.

## Структура
У бібліотеці функціонують відділи  обслуговування користувачів:
- абонемент,
- читальна зала;
- Інтернет-центр з безкоштовним доступом до всесвітньої мережі;
- комплектування та обробки літератури;
- організаційно–методичної та бібліографічної роботи.

Доповненням до основної структури бібліотеки є дієвість центрів та об’єднань:
- Громадсько-інформаційного центру (ГІЦ);
- Пункт доступу громадян до інформації (ПДГ);
- Краєзнавчо-інформаційного центру (КІЦ).

## Користувачі
Послугами бібліотеки користуються понад 30 тис. читачів. Основні категорії: школярі, юнацтво, студенти, службовці, робітники, пенсіонери та особлива категорія — люди з особливими потребами.

## Фонди
Фонд бібліотеки нараховує понад 360 000 одиниць творів друку українською та іноземними мовами, періодичних видань. Широко представлені довідкові видання. Заслуговують на увагу видання з діаспори, спрезентовані  меценатами. Ці та інші видання місцевих авторів складають краєзнавчий фонд бібліотеки.

## Бібліотечне краєзнавство
Бібліотечне краєзнавство є основним проектом в діяльності Бродівської ЦРБ, що здійснюється в партнерстві з Бродівським історико-краєзнавчим музеєм, Бродівським педагогічним коледжем імені М. Шашкевича, загальноосвітніми школами м. Броди. Бібліотека з метою розвитку краєзнавства здійснює не лише моніторинг краєзнавства а й у виготовленні та розповсюдженні друкованої продукції, висвітленні у місцевих ЗМІ.
Літературна вітальня, що відкрилася з ініціативи первинної організації Національної спілки журналістів районного часопису «Голос відродження» і Бродівської центральної районної бібліотеки при читальній залі книгозбірні, а також у тісній співпраці з ТРК «Броди». Ентузіасти заснування літературного об'єднання — директор Бродівської РЦБС Віра Соловій та завідувача відділом обслуговування ЦРБ Надія Степура доклали чимало зусиль, аби відшукати й запросити на зустріч усіх брідщан, котрі пишуть вірші, прозу, музику. Перше засідання Літературної вітальні відбулося в читальній залі районної бібліотеки 21 серпня 2000 року, що і стало датою створення цього творчого об'єднання.
Серед творчих людей Літературної вітальні народилася ідея видати другу поетичну збірку «Доля» (перша «Кетяг калини» вийшла з друку у 1993 р.) — своєрідного річного підсумку творчої діяльності цього об'єднання. Завдяки титанічним зусиллям голови ради Літературної вітальні, нашої відомої поетеси, прозаїка і літературного критика, члена Національних спілок журналістів і письменників України, автора шести поетичних збірок і двох книг прози, лауреата багатьох літературних премій Світлани Антонишин, яка зібрала, відредагувала і підготувала до друку творчий доробок 36 авторів.
Варто відзначити внесок щодо сприяння видання збірника. заступника голови райдержадміністрації, одного з авторів «Долі» Володимира Гудими, редактора районної газети «Голос відродження», голови районної організації Конгресу української інтелігенції Богдана Зробка.
Вихід у світ літературного збірника «Доля» заохотило багатьох його авторів до видання власних збірок, презентації яких вже, як традиція, проходять у читальній залі Бродівської книгозбірні, основною метою яких є популяризація краєзнавчої книги. Протягом усього часу існування Літературної вітальні побачили світ книги авторів:

 — Антонишин С.: «Запитання до вічності» (2002), «Знак Сизіфа» (2003), «Падіння скелі» (2005), «Клавіри буднів» (2005), «Ображена трава» (2007), «Закон самозбереження душі» (2010), «Бар'єр» (2014);
 — Вихрист Н.: «Муза в капелюсі» (2003), «Коли небо закривають на ремонт…»(2006);
 — Гудима В.: «Таїна світанкової скрипки» (2003);
 — Гудима О.: «Крила» (2006); «Прості істини» (2008);
 — Горбець Я.: «Прочитайте дітям» (2005), «Хвилює лиш природи цвіт» (2006), «Доля вередлива» (2006), «Земле моя, вишиванко!» (2007), «осінь» (2007), «Із мажору у мінор» (2011), «Малечі на добрий вечір» (2011); 
 — Гринах-Чабан З.: «Твої сліди» (2008);
 — Дацюк М.: «Мить нашої вічності» (2003), «Казка осінніх стожар» (2007), «Гармонія душі» (2009), «Келих осінньої журби» (2009), «Моє надвечір'я» (2011);
 — Добрянський М.: «Співає Брідщина моя» (2005), «Пісенне мереживо» (2011);
 — Дудка В.: «З вірою по житті» (2011), «На милість Божу уповаю» (2013);
 — Коцюк М.: «Соняхи у вирії» (2004);
 — Кравчук-Глухенька О.: «Життя таїна осяйна» (2009), «Гаї — розрада моїх літ» (2013);
 — Куляба А.: «Капличка» (2002), «З дому неволі» (2004), «Як засурмили на Волині» (2007);
 — Кутняк Л. «Коли душа літає в небесах» (2007);
 — Нечепоренко Л.: «Натуся і Мартуся» (2007), «Про серйозне — жартома» (2009), «Відлуння мінливого світу» (2011);
 — Олексюк Ю.: «Куточок мрійний України» (2002);
 — Павлюк Я.: «Поезії. Пісні» (2002), «Квіти вірності» (2004), «Лицем до правди» (2008), «Броди: в пам'яті і в серці» (2011), «Пісенний сад» (2013);
 — Палій А.: «Тан світла» (2006), «Зворотній шлях піску» (2011);
 — Пастушок Т.: «Струни серця» (2010);
 — Пашко І. : «Земля предвічної любові» (2004);
 — Радзівіл М.: «Театр у Бродах» (2012);
 — Решетило Я.: «Я 47-й не забуду» (2008), «На рідній батьківській землі» (2009);
 — Рудакевич С.: «Невигаданий день» (2012);
 — Сторожук М.: «Мережива долі» (2003);
 — Чорна Л.: «Торкнуся словом небес високих» (2011);
 — Шуневич М.: «Місячне коромисло» (2006), «Час у дзеркалі серця» (2008), «Село Пониковиця» (2013).
До 925-річчя з часу першої писемної згадки про Броди
члени Літературної вітальні, згуртувалися навколо проекту з видання літературно-мистецького альманаху «Місто нашого серця». Завдяки співпраці з місцевою владою, оскільки даний проект на той час очолив міський голова Б.Семчук, літературно-мистецький альманах в 2009 р. у Бродівському видавництві «Просвіта» побачив світ. У цьому альманасі 53 автори подарували рідному місту свої посвяти-поезії, прозу, пісні. Презентація літературно-мистецького альманаху «Місто нашого серця» відбулася на святочній академії «Бродам многая літа!», яка проходила у Народному домі. Презентували це видання працівники районної бібліотеки по місцевому радіомовленню у циклі літературно-мистецьких радіопередач «Віч-на-віч з творчістю».
Цікаві зустрічі наших літераторів відбулися не лише у Бродах, а й у селищі Підкамінь з презентацією книги Світлани Рудакевич «Невигаданий день» під час етнофестивалю «Підкамінь−2012». Виїзні засідання проходили в багатьох селах району — Станіславчику (батьківщині Т. Бордуляка), Підгірцях, Гаях та ін. Проходили літературні засідання і за межами району — у Золочівському та Крем'янецькому коледжах, Радивилівському училищі.
Поважними гостями Літературної вітальні у Бродах були відомі поети — Лауреати Шевченківської премії П. Засенко, В. Бойко, О. Глушко, Г. Буравкін, Н. Ткаченко; редактор журналу «Дзвін» Роман Кудлик та директор видавництва «Каменяр» Дмитро Сапіга, наша землячка-поетеса Ярослава Павлюк, яка проживає на Житомирщині, львівська письменниця Людмила Когут, а також онуки Тимотея Бордуляка — Тимофій та Нестор Бордуляки. Гостинно приймала Літературна вітальня відомих Львівських поетів Олеся Дяка, Олександра Гордона, Ольгу Кіс, які презентували бродівчанам поетичну антологію «Невмируща молитва: поети Маркіянового краю»(2012).
В бібліотеці на поличці «Книга — автограф» серед багатьох книг з'явилося видання з побажаннями читачам, підписане Володимиром Яворівським, також гостем книгозбірні.
Літературна вітальня у Бродах народилася і живе вже впродовж 14 років. ЇЇ творча робота продовжує збирати біля себе на поклик муз усіх тих, хто щедрий на талант і неспокійну творчу вдачу. Того й не згасає і досі її творчий вогник.